# هايدي الطباخ
هايدي الطباخ مواليد 25 سبتمبر 1986 في الإسكندرية، هي لاعبة كرة مضرب كندية من أصل مصري بدأت مسيرتها كمحترفة سنة 2002 تلعب باليد اليمنى وتحتل حالياً المرتبة رقم. 379 (يناير 18, 2016) في تصنيف رابطة محترفات كرة المضرب. أعلى تصنيف لها في الفردي كان المركز الـ 146 في سنة 2012. أعلى تصنيف لها في الزوجي كان المركز الـ 173 في سنة 2010.
مثلت مصر من سنة 2002 إلى أبريل 2005، لكن منذ ذلك الحين أصبحت تمثل كندا.

## الخط الزمني للفردي
مفتاح
| ف | ن | ن.ن | ر.ن | د# | د.م | ل | أ.أ | ت | غ | ب | ف | ذ | م.خ | ل.ت |

(ف) فاز بالبطولة (ن) وصل النهائي (ن.ن) نصف النهائي (ر.ن) ربع النهائي (د#) الأدوار الأربعة الأولى (د.م) دور المجموعات (ل) شارك في كأس ديفيز (أ.أ) خرج من الأدوار الاولى (ت) خسر التصفيات التأهيلية (غ) غاب عن الحدث أو البطولة (ب) حصل على ميدالية برونزية (ف) حصل على ميدالية فضية (ذ) حصل على ميدالية ذهبية (م.خ) بطولة الماسترز خُفضت إلى مرتبة أقل (ل.ت) البطولة لم تعقد في السنة المعينة.
لتجنب الارتباك وازدواجية الحساب، يتم تحديث هذه المعلومات إما في نهاية البطولة، أو عندما تكون مشاركة اللاعب في البطولة قد انتهت.
| دورات الجراند سلام |     |     |     |     |     |     |     |     |       |     |    |
| أستراليا المفتوحة  | غ   | ت2  | ت1  | غ   | غ   | غ   | غ   | ت1  | 0 / 0 | 0–0 | –  |
| فرنسا المفتوحة     | غ   | د1  | ت1  | د1  | غ   | غ   | ت1  |     | 0 / 2 | 0–2 | 0% |
| بطولة ويمبلدون     | غ   | ت1  | ت2  | ت2  | غ   | ت1  | غ   |     | 0 / 0 | 0–0 | –  |
| أمريكا المفتوحة    | ت2  | ت2  | ت1  | ت3  | غ   | ت2  | غ   |     | 0 / 0 | 0–0 | –  |
| فوز-خسارة          | 0–0 | 0–1 | 0–0 | 0–1 | 0–0 | 0–0 | 0–0 | 0–0 | 0 / 2 | 0–2 | 0% |

## روابط خارجية
- هايدي الطباخ على موقع رابطة محترفات التنس (الإنجليزية)
- هايدي الطباخ على موقع الاتحاد الدولي لكرة المضرب (الإنجليزية)
- هايدي الطباخ على موقع كأس بيلي جين كينغ (الإنجليزية)
- هايدي الطباخ على موقع خلاصة التنس.كوم (الإنجليزية)
- هايدي الطباخ على موقع إي إس بي إن.كوم (الإنجليزية)